# Alexandra Castillo
Alexandra Castillo (Santiago de Chile, 14 de junio de 1971) es una actriz y bailarina chilena-canadiense. En ocasiones es indicada como Alex Castillo.

## Biografía y carrera
Castillo nació en Santiago como Alexandra Cecilia Castillo-Smith. Cuando era niña su familia se mudó a Toronto, donde ella se crio. Ella tuvo sus inicios en los escenarios a través de la dance teniendo estudios en ballet y flamenco desde su niñez. En la educación secundaria y universitaria ella participó en obras de teatro y comerciales de televisión. Tuvo estudios de posgrado y es Máster en estudios latinoamericanos.
A finales de la década de 1990, apareció en varias series de televisión y películas. Participó en The Dead Zone, This Is Wonderland, Fringe y Warehourse 13.

## Filmografía
| Año       | Título                             | Rol                |
| --------- | ---------------------------------- | ------------------ |
| 2010      | Ninety-one                         | Vivian             |
| 2009      | 2012                               | Paris Reporter     |
| 2009      | Taken In Broad Daylight (TV movie) | Agent Reynolds     |
| 2008      | Traitor                            | Dark Haired Woman  |
| 2008      | The Border (TV series)             | Araceli            |
| 2008      | Tomboy (corto)                     | Mom                |
| 2008      | Sold (TV movie)                    | Zeze               |
| 2007      | 72 Hours: True Crime               | Girlfriend         |
| 2007      | Eye of the Beast                   | Katrina Tomas      |
| 2006      | The Path of 9/11 (TV movie)        | Monica Smith       |
| 2006      | Naked Josh (TV series)             | Dawn Joyce         |
| 2005–2006 | Jeff Ltd. (TV series)              | Constanble Seagram |
| 2005      | Plague City: SARS in Toronto       | Aline              |
| 2005      | Kojak (TV series)                  | NYPD Lazzerio      |
| 2005      | Degrassi: The Next Generation      | Nurse Davies       |
| 2005      | Kevin Hill (TV series)             | Mariel Arden       |
| 2004      | Bury the Lead (TV series)          | Sister Beatriz     |
| 2004      | The Wool Cap                       |                    |
| 2004      | This is Wonderland (TV series)     | Larissa Munoz      |
| 2004      | Missing (TV series)                | Rita Brinden       |
| 2003      | Mutant X (TV series)               | Gina               |